# Ждала
Ждала (мађ. Zsdála) је насељено место у саставу општине Гола у Копривничко-крижевачкој жупанији, Република Хрватска.

## Историја
До територијалне реорганизације у Хрватској налазила се у саставу старе општине Ђурђевац.

## Становништво
На попису становништва 2011. године, Ждала је имала 583 становника.
Иако је већини становника села мађарски језик матерњи, становништво се изјашњава као Хрвати. Учећи језик у школи, становништво користи штокавско наречје у потпуном окружењу кајкаваца.

## Попис1991.
На попису становништва 1991. године, насељено место Ждала је имало 847 становника, следећег националног састава:
| Попис 1991.‍  | Попис 1991.‍  | Попис 1991.‍ | Попис 1991.‍ | Попис 1991.‍ |
| ------------ | ------------ | ----------- | ----------- | ----------- |
|              |              |             |             |             |
| Хрвати       | Хрвати       |             | 819         | 96,69%      |
| Срби         | Срби         |             | 2           | 0,23%       |
| Мађари       | Мађари       |             | 1           | 0,11%       |
| Црногорци    | Црногорци    |             | 1           | 0,11%       |
| неопредељени | неопредељени |             | 13          | 1,53%       |
| регион. опр. | регион. опр. |             | 1           | 0,11%       |
| непознато    | непознато    |             | 10          | 1,18%       |
| укупно: 847  |              |             |             |             |